# Кукавка рудовола
Ку́кавка рудовола (Cacomantis sepulcralis) — вид зозулеподібних птахів родини зозулевих (Cuculidae). Мешкає в Південно-Східній Азії. Раніше вважався конспецифічним з австралійською кукавкою, однак був визнаний окремим видом.

## Підвиди
Виділяють три підвиди:
- C. s. sepulcralis (Müller, S, 1843) — Малайський півострів, Суматра, Калімантан, Ява і сусідні острови, Малі Зондські острови на схід до Алора;
- C. s. everetti Hartert, EJO, 1925 — Басілан і архіпелаг Сулу;
- C. s. virescens (Brüggemann, 1876) — острови Сулавесі, Банґґаї[en], Сула[en], Бутон і Тукангбесі.

## Поширення і екологія
Рудоволі кукавки мешкають в М'янмі, Таїланді, Малайзії, Індонезії, Брунеї і на Філіппінах. Вони живуть у вологих тропічних лісах. Живляться безхребетними. Практикують гніздовий паразитизм, відкладають свої яйця в гнізда інших птахів.